# Коммій
Коммій (лат. Commios, Comius, Comnios, д/н — 20(?) до н. е.) — король кельтського племені атребатів у Белгіці з 57 н. е. під протекторатом проконсула Юлія Цезаря. У 52 до н. е. приєднався до антиримського повстання Верцингеторикса. Після поразки повстанців у 51 до н. е. втік з частиною своїх людей у Британію, де згодом бл. 30 до н. е. у південно-західній її частині створив власне королівство з центром в Каллеві і правив до 20 року до н. е.

## Життєпис
Коммій був призначений «королем» племені атребатів в час підкорення Белгіки Гаєм Юлієм Цезарем. Атребати не чинили опору римлянам, ставши їх союзниками. Під час Галльської війни Коммій допомагав Цезарю з харчами та зброєю, а також міг забезпечити римлян загоном кінноти . У 55 році до н. е. Гай Цезар спрямував Коммія як розвідника до Британії, вже тоді маючи на меті вторгнення до острова. Втім діяльність як шпигуна виявилася невдалою — Коммія затримали атребати та відвели до Кассівелауна, який запроторив Коммія до в'язниці.
Коммій зумів звільнитися лише у 54 році до н. е. після вторгнення римлян до Британії. Перебуваючи у складній ситуації Кассівелаун звернувся до Коммія, щоб той виступив як посередник перемовин. Результатом дій Коммія стало укладання мирної угоди між бритами та римлянами. Після цього у 54 році до н. е. Коммій повернувся до Галлії. Він не підтримав повстання північних галлів на чолі із Амбіоріксом, зберігши вірність Цезареві. Оцінивши це останній надав ще більше пільг атребатам у вигляді звільнення від податків та незалежності. Втім з початком повстання галлів на чолі з Верцингеториксом, Коммій вирішив приєднатися до ворогів римлян. У 52 році до н. е. він із військом атребатів рушив на допомогу Алезії. Після поразки галлів біля цієї фортеці Коммій приєднався до повстання белловаків на чолі із Корреєм, повстання яких також було придушено римлянами. Після цих поразок Коммій знайшов притулок у своїх союзників серед германських племен. У відповідь на дії Коммія Гай Цезар доручив своєму легату Тіту Лабієну організувати вбивство Коммія. Той доручив організувати замах військовому трибуну Гаю Волусену.
Втім в результаті замаху Коммій був лише тяжко поранений. Проте він вирішив більше не зустрічатися з римлянами й у 51 році до н. е. втік до Британії. Існують свідчення, що під час втечі Коммія, Юлій Цезар переслідував Коммія аж до гонитви по Ла-Маншу, але Цезар припинив переслідування і Коммій дістався британського берега. Тут протягом декількох десятків років Коммій створив власну державу під назвою Каллева із столицею на місці сучасного Сілчестера. Тим не менш, він, здається, зберіг деякий вплив і в Галлії: після поразки Коммія були знайдені монети з його ім'ям в парі з Гарманосом або Карсіціосом, які, можливо, були його синами і тим самим відзначали своє походження.

## Коммій у Британії. Його нащадки
Про діяльність Коммія у Британії відомо зі знайдених монет з написом «Commios», які карбувалися у Каллеві з 30 рр. до н. е. по 20 до н. е. Деякі монети мають  гриф «COM COMMIOS»: у перекладі це можна трактувати як «Коммій син Коммія», тому, з урахуванням тривалості життя, існує версія, що існувало два короля — батько і син під тим же ж ім'ям. Можливого сина ще називають Коммій Молодший.
Три пізніших королі британських атребатів на монетах називали себе як сини Коммія: Тінкомар, Епілл і Веріка — вони розглядаються як сини або внуки Коммія.

## Образ Коммія в художніх творах
Коммій присутній у знятому в 2001 році французькому фільмі «Верцингеторикс» Vercingétorix. [Архівовано 6 Грудня 2006 у Wayback Machine.]